# Gyimesi Lajos
Gyimesi Lajos; 1933-ig Groschner (Császárrétpuszta (ma: Újrónafő) vagy Mosonszentpéter, 1913. augusztus 25. – Keszthely vagy Budapest, 1990. június 2.) pedagógus, gyógypedagógus, költő.

## Életútja
Groschner Márton és Fördős Julianna fiaként született, vallása római katolikus. A mosonmagyaróvári és a kecskeméti piarista gimnáziumban tanult, majd 1930-tól 1935-ig a Kiskunfélegyházi Állami Tanítóképző hallgatója volt. Mint ifjú, középtávfutásban Kiskun bajnokságot nyert. Kecskeméten dolgozott mint tanító, már diákként elkezdett foglalkozni az irodalommal. Osztálytársa volt Darvas József, majd Móra Ferenccel is kapcsolatba került. Már ekkortájt közölték a verseit különféle antológiák, színdarabjait pedig amatőr együttesek adták elő. Három éven keresztül volt betonmunkás, szárvágó napszámosként és ínségmunkás. Ezután a Mosonszentjánosi Társaskör titkáraként és a Mosonvármegye c. lap munkatársaként dolgozott. 1938-ban a győri Kovách Pál Irodalmi Társaság tagja lett, ugyanebben az évben pedig állami kisegítő tanítónak nevezték ki a kecskeméti tanyákra (Szentkirály, Borbás, Lakitelek, Szikra). Harcolt a második világháborúban, ezt követően hadifogságba került. Ezen idő alatt írt versei kéziratban maradtak. 1947-ben Keszthelyre költött, s itt már özvegyként 1947. augusztus 27-én feleségül vette Horváth Erzsébet Mária magántisztviselőt. (Felesége 1958. június 1-jén elhunyt.) 1954-ben a zalaszentgróti Gyógypedagógiai Intézet igazgatója lett. Irányítása alatt az iskola és kollégium sikeres nevelési intézménnyé és elismert pedagógiai műhellyé vált. Gyimesit tekintélyes gyógypedagógusként ismerték, aki egyúttal Zalaszentgrót társadalmának és Zala megye pedagógusainak tiszteletét is kivívta. Több szakcikke is megjelent, Bárczi Gusztáv elismerését és barátságát is elnyerte. Munkásságát megkapta a Munka Érdemrendet. 1974-ben ment nyugdíjba, ezután Keszthelyen élt, ott is helyezték nyugalomra a Szent Miklós temetőben 1990. július 2-án.

## Emlékezete
2004 óta Zalaegerszegen az ő nevét viseli a Fogyatékkal Élők Nappali Intézménye.

## Fontosabb művei
- Húszévesek. Tanítójelöltek antológiája. Többekkel. Eger. 1934.
- Tavaszi hangok. Novellák. Kecskemét, 1935.
- Tanítóírók bokrétája. Többekkel. Jászberény. 1941.
- Kecskeméti sugarak. Kecskemét. 1941.